# Aviation Design Magazine
Cet article possède un paronyme, voir Aviation Magazine.
Aviation Design Magazine était une revue française consacrée à l’aviation.

## Généralités
Une nouvelle mouture de la revue Aviation Design Magazine apparaît en juin 2001, d’abord sous le nom Aviation Design auquel est bien vite rattaché le mot « Magazine ». Comme son prédécesseur Aviation Design (revue) (paru de mars 1989 à juillet 1992), elle est éditée par André Bréand et possède le même numéro ISSN.
Comme son sous-titre de « magazine de l'actualité aérospatiale » puis de « Le magazine de l'aéronautique et de l'espace » le souligne, ce magazine mensuel s’adresse à un large public en abordant tous les aspects de l'aéronautique, civils et militaires, techniques et historiques. L'aviation légère constitue environ un tiers du magazine. Les rubriques sont habituellement : L'Image du Mois, l'Actualité avec un accent mis sur les nouvelles technologies, Expérimental (avions en développement), Dossier (profil sur un avion moderne, le plus souvent un jet militaire), la Défense (développement en matière militaire), Aviation Civile (avec un survol des jets régionaux), Espace, Technique (présente les principaux concepts en aérodynamique et en conception aéronautique), Flash Back (étude historique), Warbird (photo et détails sur un type spécifique), Biblio/Web (livre et internet). Une rubrique nommée Check List présente sur 4 pages un type d'avion de transport.
Le magazine se concentre sur les appareils et la technologie sous-jacente et consacre peu de place aux opérateurs aériens. Sa présentation au format A4 sur papier glacé avec 70 pages initialement puis 100 à 132 pages comprend des photographies, des diagrammes, des dessins, des plans 3-vues en grande majorité en couleur. Certains numéros comportent un cédérom contenant des photographies ou des films.